# Corella halli
Corella halli är en sjöpungsart som beskrevs av Kott 1951. Corella halli ingår i släktet Corella och familjen högermagade sjöpungar. Inga underarter finns listade i Catalogue of Life.